# Brachyxenia
Brachyxenia is een geslacht van rechtvleugeligen uit de familie veldsprinkhanen (Acrididae). De wetenschappelijke naam van dit geslacht is voor het eerst geldig gepubliceerd in 1914 door Kirby.

## Soorten
Het geslacht Brachyxenia  is monotypisch en omvat slechts de volgende soort:
- Brachyxenia scutifera (Walker, 1870)